# 瑞喜宫佛塔
瑞喜宫佛塔（[ɕwèzíɡòʊɰ̃ pʰəjá]）是一座位于缅甸良乌的佛塔。它是缅甸佛塔的原型，由一个圆形的镀金佛塔，周围环绕着较小的寺庙和佛龛组成。瑞喜宫塔始建于1059至1060年，即蒲甘王朝的创始人阿奴律陀（统治时期1044至1077年），并于1102年在其儿子江喜陀统治期间完工。几个世纪以来，这座宝塔曾多次遭受地震和其他自然灾害的破坏，并经过多次整修。在最近的修缮中，它被覆盖了30,000多块铜板。然而，最底层的露台仍然保持原样。
这座佛塔是佛教圣地，据说供奉着释迦牟尼佛的骨头和牙齿。佛塔呈圆锥形，由五个方形平台组成，中央有一个实心内核。四尊站姿佛像下方有脚印。三块矩形平台上镶嵌着釉面陶瓦，上面刻有本生的传说。佛塔入口处有大型的寺庙守护神雕像。还有四尊青铜佛像，据说是当代佛陀的雕像。佛塔外围有37位神灵，以及一尊精雕细刻的德贾敏木雕。在瑞喜宫佛塔内有一根石柱，上面刻有江喜陀供奉的孟语铭文。
在瑞喜宫佛塔的东门外，还有一座缅式凉亭，是由1961年到访蒲甘的中华人民共和国总理周恩来捐款所建，称之为“周恩来凉亭”，2016年由中华人民共和国政府出资重新修缮。

## 图册

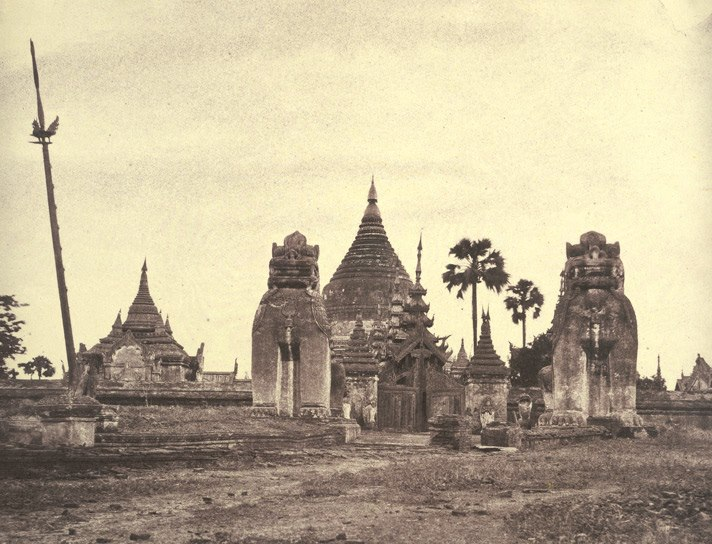
1855年的瑞喜宫佛塔
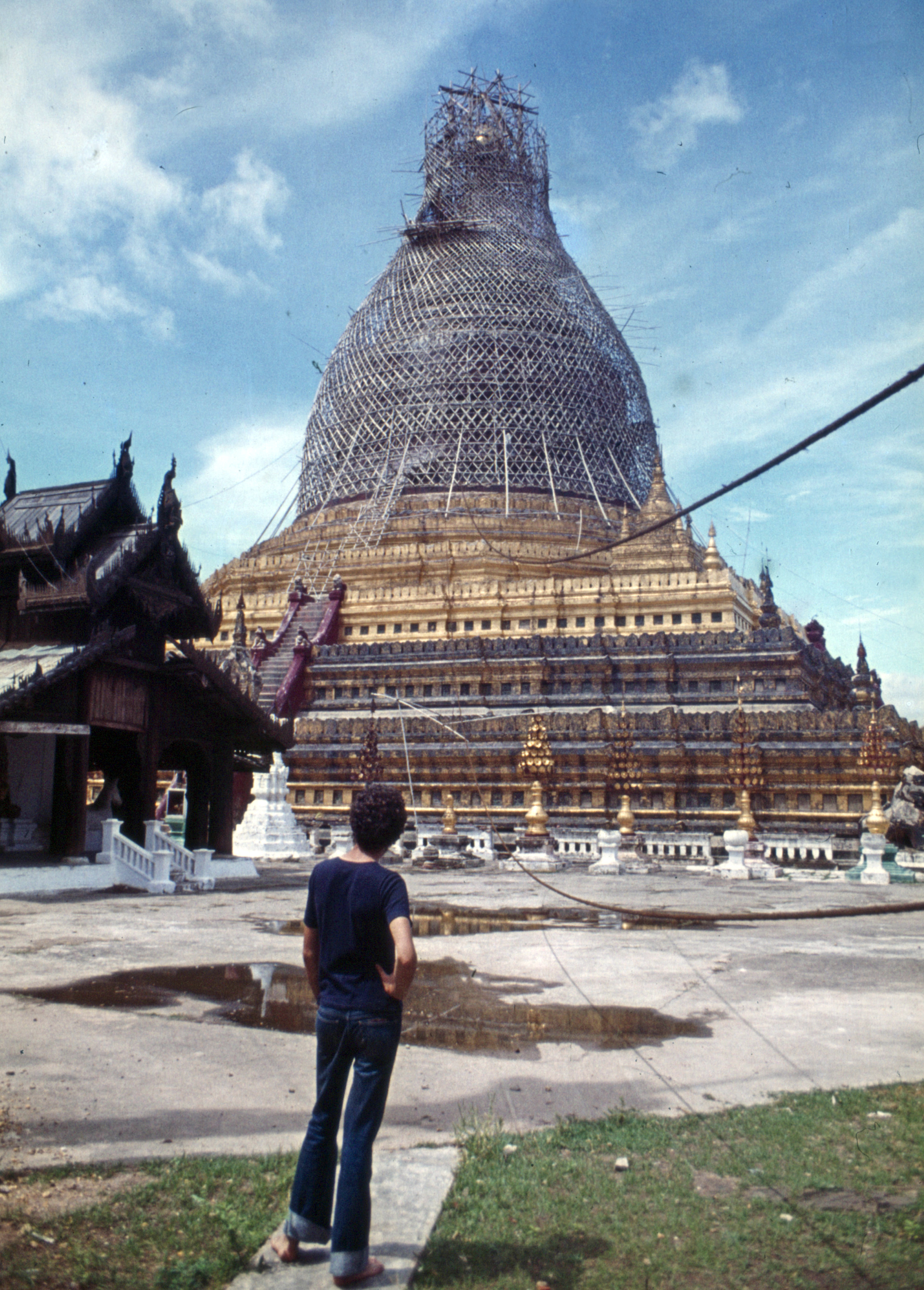
1975年地震后一年
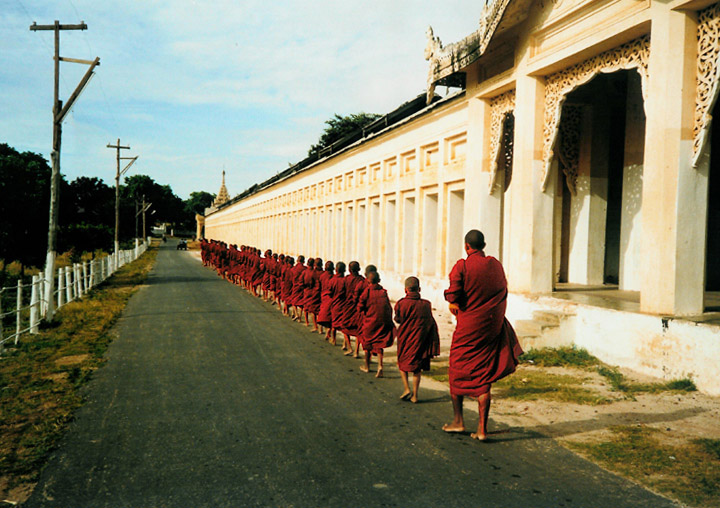
1999年瑞喜宫佛塔旁的僧侣
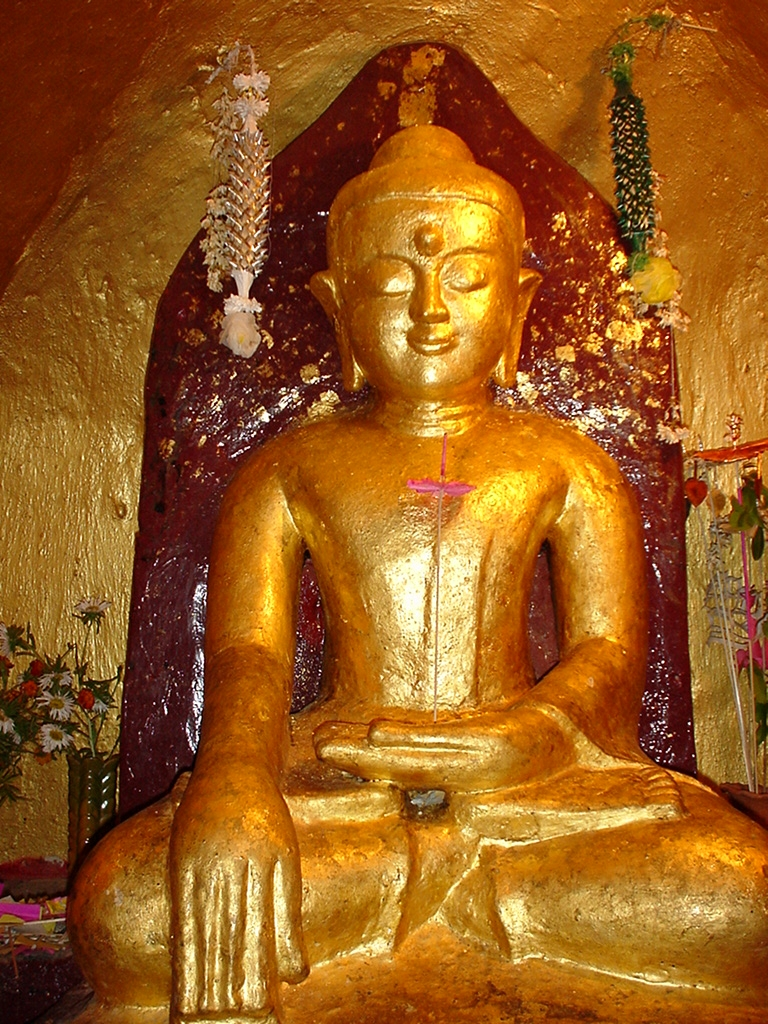
佛像
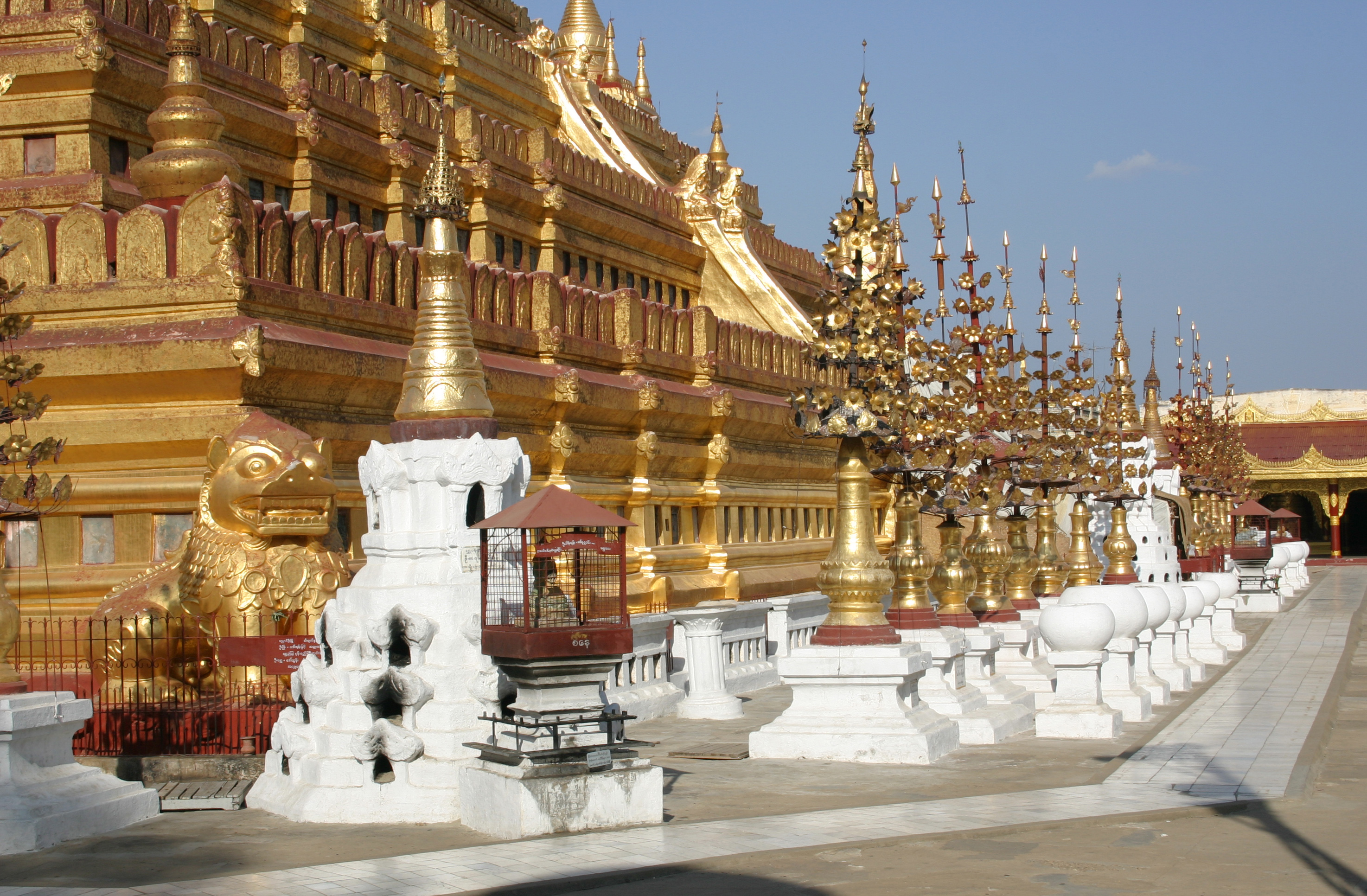
外部装饰